# Kamiennik (gmina)
Pour les articles homonymes, voir Kamiennik.
Kamiennik est une gmina rurale du powiat de Nysa, Opole, dans le sud-ouest de la Pologne. Son siège est le village de Kamiennik, qui se situe environ 18 km au nord-ouest de Nysa et 57 km à l'ouest de la capitale régionale Opole.
La gmina couvre une superficie de 89,23 km2 pour une population de 3 737 habitants.

## Géographie
La gmina inclut les villages de Białowieża, Chociebórz, Cieszanowice, Goworowice, Kamiennik, Karłowice Małe, Karłowice Wielkie, Kłodobok, Lipniki, Ogonów, Siodłary, Suliszów, Szklary, Tarnów, Wilemowice et Zurzyce.
La gmina borde les gminy de Grodków, Otmuchów, Pakosławice, Przeworno et Ziębice.